# 東加積村
東加積村（ひがしかづみむら）は、かつて、富山県中新川郡にあった村。

## 沿革
- 1889年（明治22年）4月1日 - 町村制の施行により、上新川郡大崎野村、大浦村、大林村、室山村、堀ノ内村、大日村、千鳥村、中野村、下野村、小鹿野村、春木村、改養寺村、金屋村、道寺村、野尻村、森野新村、蓑輪村、栃山金屋新村の区域の一部及び東福寺村の区域の一部をもって、上新川郡東加積村が発足する。
- 1896年（明治29年）3月29日 - 郡制の施行のため、上新川郡の区域から分立して、中新川郡が発足により、中新川郡の所属になる。
- 1928年（昭和3年） - 村役場を新築された[3]。
- 1953年（昭和28年）11月1日 - 中新川郡滑川町、中加積村、西加積村、北加積村、東加積村、早月加積村及び浜加積村が合併して、中新川郡滑川町が発足する。村役場は1960年まで東加積出張所として使用された後、東加積公民館・室山野用水土地改良区の事務所として使用された[3]。